# Hiperpolaryzacja
Hiperpolaryzacja – stan nadmiernej polaryzacji błony komórkowej w następstwie zwiększenia elektroujemności wewnątrz komórki; trwa stosunkowo krótko. Błona komórkowa osiąga wtedy potencjał ok. -80 mV. Podczas hiperpolaryzacji komórka nie jest zdolna do przewodzenia impulsu, przekazywania informacji.